# ラームプル
ラームプル（ヒンディー語：रामपुर、ウルドゥー語: رام پور, 英: Rampur）は、インドのウッタル・プラデーシュ州、ラームプル県の都市。

## 歴史

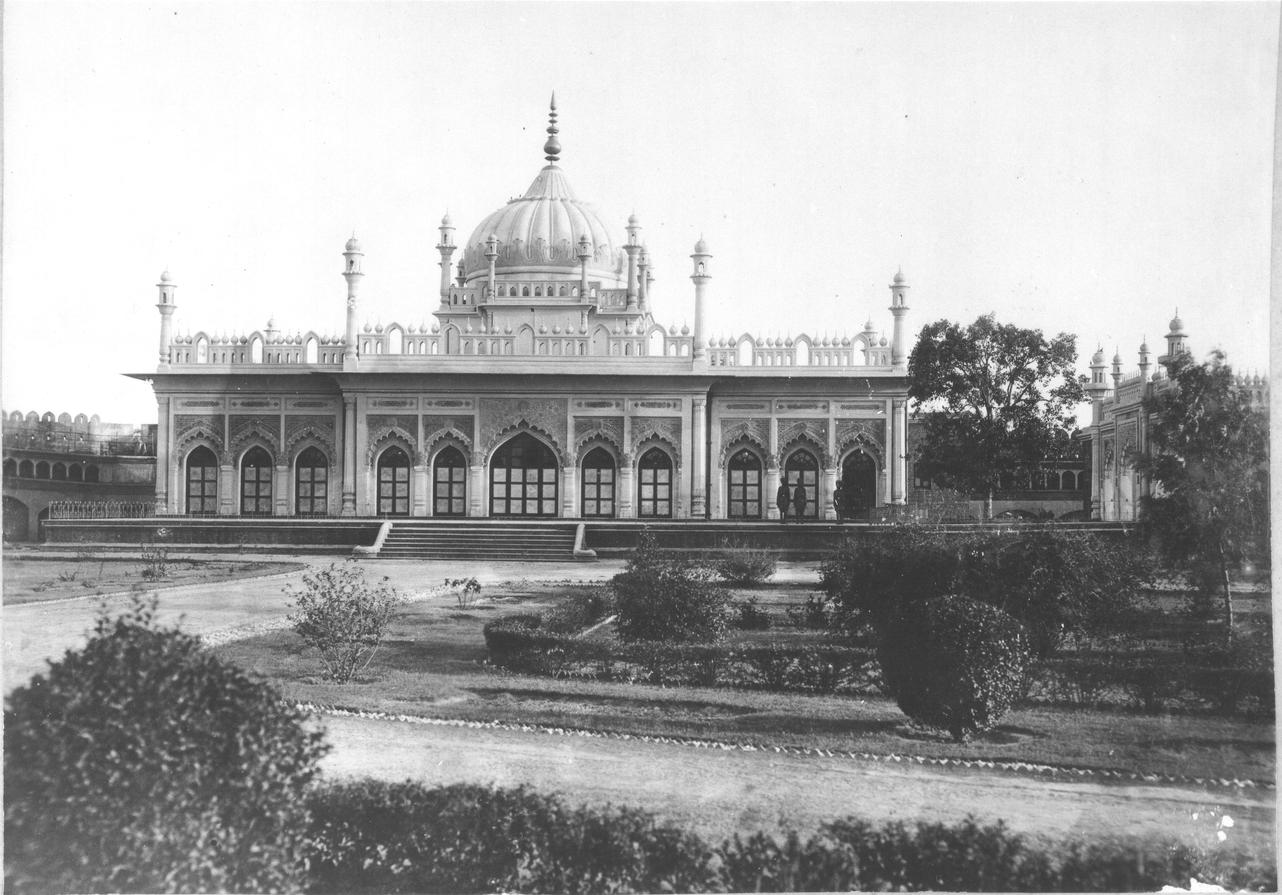
ラームプルのイマームバーラー

古くはラージプートの支配する都市であったが、13世紀以降はデリー・スルターン朝との戦いが絶え間なく続き、1494年にシカンダル・ローディーに征服された。
18世紀初頭、アフガン系ローヒラー族の族長アリー・ムハンマド・ハーンの拠点となり、ここを中心にローヒルカンドが支配された。
1774年から1775年のローヒラー戦争により、ローヒルカンドの全域がアワド太守の両国に併合され、残されたラームプル候の領土は藩王国として統治が委ねられた。
1857年、インド大反乱が発生すると、ラームプル藩王国はイギリスに味方して鎮圧に尽力した。

## 人口
2011年の統計によると、人口は325,248人。